# روبرتو انریکس
روبرتو انریکِـس (اسپانیایی: Roberto Enríquez‎؛ زادهٔ ۲۰ ژانویهٔ ۱۹۶۸) بازیگر اهل اسپانیا است.
از فیلم‌ها یا برنامه‌های تلویزیونی که وی در آن نقش داشته‌است، می‌توان به حمله به بانک مرکزی، بانو، ایزابل، آبی تیره تقریباً سیاه، افسانه هیسپانیا و رو در رو اشاره کرد.